# Эрсан, Шарль
Шарль Эрсан (фр. Charles Hersent; ум. около 1660) — французский священник и писатель-публицист XVII века, более всего известный сатирическим сочинением, направленным против кардинала Ришельё.

## Биография
Известно, что в 1615 году он вступил в Ораторию, однако в 1625 году вышел из её рядов. Написал ряд произведений, направленных против ораториан и янсенистов (одной из самых известных являются «Заметки и комментарии» 1626 года). В 1627 году получил должность канцлера церкви в Меце, в то же время удостоившись докторской степени. 
В 1633 году написал работу, отстаивавшую право королевского суверенитета на Мецем. Он также написал небольшую работу «Optatus Gallus de cavendo schismate» (1640), в которой излагал опасности отделения от Рима, задуманного кардиналом Ришельё; работа обратила на себя общее внимание и была приговорена к сожжению. В результате преследований со стороны кардинала был вынужден бежать в Рим, где, в частности, встречался с папой Иннокентием X. 
В 1650 году в Сен-Луи был обвинён в янсенизме и почти схвачен инквизицией, но спрятался в доме французского посла. Позже вернулся во Францию и умер приблизительно в 1660 году.